# Ширіл О'Стін
Ширіл О'Стін (англ. Shyril O'Steen, 5 жовтня 1960) — американська академічна веслувальниця.
Олімпійська чемпіонка 1984 року в складі вісімки.